# La Campana
La Campana è un comune spagnolo di 5 003 abitanti situato nella comunità autonoma dell'Andalusia.